# Ražanj, Srbija
Ražanj (izvirno srbsko Ражањ) je naselje v Srbiji, ki je središče istoimenske občine; slednja pa je del Niškega upravnega okraja.

## Demografija
V naselju živi 1238 polnoletnih prebivalcev, pri čemer je njihova povprečna starost 40,2 let (38,3 pri moških in 42,0 pri ženskah). Naselje, ki ima 518 gospodinjstev, pri čemer je povprečno število članov na gospodinjstvo 2,92 je glede na rezultate popisa iz leta 2002, večinoma srbsko. 
|  |

| Demografija | Demografija     | Demografija     |
| Leto        | Št. prebivalcev | Št. prebivalcev |
| ----------- | --------------- | --------------- |
|             |                 |                 |
|             |                 |                 |
|             |                 |                 |
|             |                 |                 |
| 1948        | 1008            |                 |
| 1953        | 1102            |                 |
| 1961        | 1159            |                 |
| 1971        | 1308            |                 |
| 1981        | 1331            |                 |
| 1991        | 1370            | 1340            |
| 2002        | 1597            | 1537            |
|             |                 |                 |

| Etnična sestava po popisu iz leta 2002 | Etnična sestava po popisu iz leta 2002 | Etnična sestava po popisu iz leta 2002 | Etnična sestava po popisu iz leta 2002 | Etnična sestava po popisu iz leta 2002 |
| -------------------------------------- | -------------------------------------- | -------------------------------------- | -------------------------------------- | -------------------------------------- |
| Srbi                                   | Srbi                                   |                                        | 1.379                                  | 89,72%                                 |
| Romi                                   | Romi                                   |                                        | 103                                    | 6,70%                                  |
| Albanci                                | Albanci                                |                                        | 6                                      | 0,39%                                  |
| Jugoslovani                            | Jugoslovani                            |                                        | 6                                      | 0,39%                                  |
| Hrvati                                 | Hrvati                                 |                                        | 3                                      | 0,19%                                  |
| Bolgari                                | Bolgari                                |                                        | 3                                      | 0,19%                                  |
| Črnogorci                              | Črnogorci                              |                                        | 2                                      | 0,13%                                  |
| Muslimani                              | Muslimani                              |                                        | 2                                      | 0,13%                                  |
| Rusi                                   | Rusi                                   |                                        | 1                                      | 0,06%                                  |
| Makedonci                              | Makedonci                              |                                        | 1                                      | 0,06%                                  |
| Neznano                                | Neznano                                |                                        | 22                                     | 1,43%                                  |